# Episodi di My Little Pony - L'amicizia è magica (quarta stagione)
La quarta stagione della serie d'animazione My Little Pony - L'amicizia è magica (My Little Pony: Friendship Is Magic) ha iniziato ad andare in onda negli Stati Uniti d'America sul canale Hub Network il 23 novembre 2013, concludendosi il 10 maggio 2014.
La stagione è composta da ventisei episodi, di cui i primi due costituiscono un unico arco narrativo, così come gli ultimi due. Malgrado le storie narrate rimangano di carattere episodico, come nelle stagioni precedenti, alcuni episodi sono legati dal leitmotiv rappresentato dalla ricerca delle chiavi dell'Albero dell'armonia. In questa stagione, i "rapporti sull'amicizia" che venivano inviati dalle protagoniste a Princess Celestia sotto forma di lettera sono invece riportati su un diario.
I documenti dell'anno fiscale del 2012 per DHX Media indicavano che la produzione per una quarta stagione della serie era stata finanziata. Il 25 luglio 2013 fu annunciato che la prima TV della stagione era stata fissata al 23 novembre 2013.
La versione italiana della quarta stagione ha cominciato ad andare in onda sul canale Cartoonito il 7 aprile 2014 con i primi tredici episodi, per poi concludersi su Boomerang con la trasmissione degli altri tredici episodi tra il 15 e il 18 settembre 2014. Gli ultimi tredici episodi sono stati trasmessi anche in chiaro su Cartoonito dal 13 ottobre 2014.

## Nota sulla trasmissione di alcuni episodi
Gli episodi For Whom the Sweetie Belle Toils, Leap of Faith e Testing, Testing, 1, 2, 3, rispettivamente il 19, il 20 e il 21 per date di messa in onda, sono stati elencati su Zap2it rispettivamente il 20, 21 e 22, mentre il 19 sarebbe stato Trade Ya!, il ventiduesimo per data di messa in onda.
Gli episodi Pinkie Pride e Three’s A Crowd, rispettivamente l'undicesimo e il dodicesimo per produzione, si sono scambiati di posto nell'ordine di messa in onda in America. Al contrario, in Italia, l'ordine di messa in onda di questi episodi è uguale a quello di produzione.

## Lista episodi
| Terza stagione | Quinta stagione |

| Episodio     | Titolo                               | Titolo                             | Prima TV         | Prima TV          |
| # (tot) stag | italiano                             | originale                          | Stati Uniti      | Italia            |
| ------------ | ------------------------------------ | ---------------------------------- | ---------------- | ----------------- |
| (66) 1       | L'Albero dell'Armonia                | Princess Twilight Sparkle - Part 1 | 23 novembre 2013 | 7 aprile 2014     |
| (67) 2       | Un viaggio nel tempo                 | Princess Twilight Sparkle - Part 2 | 23 novembre 2013 | 8 aprile 2014     |
| (68) 3       | Il Pony delle Ombre                  | Castle Mane-ia                     | 30 novembre 2013 | 9 aprile 2014     |
| (69) 4       | Alla ricerca di Daring Do            | Daring Don't                       | 7 dicembre 2013  | 10 aprile 2014    |
| (70) 5       | In volo per la vittoria              | Flight to the Finish               | 14 dicembre 2013 | 11 aprile 2014    |
| (71) 6       | Power Pony                           | Power Ponies                       | 21 dicembre 2013 | 14 aprile 2014    |
| (72) 7       | Il tempo delle mele                  | Bats!                              | 28 dicembre 2013 | 26 maggio 2014    |
| (73) 8       | Rarity e la settimana della moda     | Rarity Takes Manehattan            | 4 gennaio 2014   | 27 maggio 2014    |
| (74) 9       | Benvenuta tra gli Apple, Pinkie!     | Pinkie Apple Pie                   | 11 gennaio 2014  | 28 maggio 2014    |
| (75) 10      | La squadra vincente                  | Rainbow Falls                      | 18 gennaio 2014  | 29 maggio 2014    |
| (76) 11      | Discord guastafeste                  | Three’s A Crowd                    | 25 gennaio 2014  | 2 giugno 2014     |
| (77) 12      | Festeggiamenti... fuori controllo    | Pinkie Pride                       | 1º febbraio 2014 | 30 maggio 2014    |
| (78) 13      | Il festival di Ponyville             | Simple Ways                        | 8 febbraio 2014  | 3 giugno 2014     |
| (79) 14      | Fluttershy cantante                  | Filli Vanilli                      | 15 febbraio 2014 | 15 settembre 2014 |
| (80) 15      | Twilight Time                        | Twilight Time                      | 22 febbraio 2014 | 15 settembre 2014 |
| (81) 16      | Vita da Breezie                      | It Ain't Easy Being Breezies       | 1º marzo 2014    | 15 settembre 2014 |
| (82) 17      | Un giorno a casa da sola, o quasi... | Somepony to Watch Over Me          | 8 marzo 2014     | 16 settembre 2014 |
| (83) 18      | La sorella di Pinkie Pie             | Maud Pie                           | 15 marzo 2014    | 15 settembre 2014 |
| (84) 19      | Si va in scena!                      | For Whom the Sweetie Belle Toils   | 22 marzo 2014    | 16 settembre 2014 |
| (85) 20      | Un salto nel vuoto                   | Leap of Faith                      | 29 marzo 2014    | 16 settembre 2014 |
| (86) 21      | L'esame di Storia                    | Testing, Testing, 1, 2, 3          | 5 aprile 2014    | 17 settembre 2014 |
| (87) 22      | Via al baratto                       | Trade Ya!                          | 19 aprile 2014   | 15 settembre 2014 |
| (88) 23      | Il teatro dei burattini              | Inspiration Manifestation          | 26 aprile 2014   | 17 settembre 2014 |
| (89) 24      | I giochi di Equestria                | Equestria Games                    | 3 maggio 2014    | 18 settembre 2014 |
| (90) 25      | Il regno di Twilight - Parte 1       | Twilight's Kingdom - Part 1        | 10 maggio 2014   | 18 settembre 2014 |
| (91) 26      | Il regno di Twilight - Parte 2       | Twilight's Kingdom - Part 2        | 10 maggio 2014   | 18 settembre 2014 |

## Dettagli episodi

### Princess Twilight Sparkle - Part 1
- Titolo italiano (Cartoonito): L'Albero dell'Armonia
- Titolo italiano (Netflix): L'Albero dell'Armonia - Parte 1
- Regia: Jayson Thiessen, Jim Miller
- Sceneggiatura: Meghan McCarthy
- Storyboard: Cory Toomey, John Young[7]

Qualche tempo dopo l'incoronazione di Twilight, mentre prende lezioni di volo da Rainbow Dash prima della festa del Sole d'Estate, le principesse Celestia e Luna spariscono senza lasciare alcuna traccia. In quel momento cominciano ad avvenire strani avvenimenti, come il cielo che rimane per metà notturno e metà diurno, e la Everfree Forest che inizia a espandersi sempre di più e ad invadere Equestria con enormi radici nere e spinose, nuvole indistruttibili e animali feroci. Twilight allora si reca subito a Ponyville per capire l'origine di tutto ciò. Inizialmente Twilight crede che la causa del problema sia Discord così con gli Elementi dell'Armonia lo evoca per ordinargli di far tornare tutto normale, ma egli sostiene di non saperne nulla e l'unica a credere alla sua innocenza è Fluttershy. Scagionato dalle accuse Twilight gli chiede di aiutarle, ma Discord che dopo le accuse ricevute si sente offeso non intende aiutarle, però suggerisce loro di chiedere consiglio alla loro "amica zebra", infatti qualche minuto dopo arriva Zecora, ormai sfrattata dalla sua casa dalle piante. Cercando di aiutare Twilight, le fa bere una Pozione della Memoria per vedere se il passato avrebbe potuto fornire loro qualche indizio sul come fermare la foresta. Grazie alla pozione, Twilight riesce a tornare indietro nel tempo, più precisamente al giorno in cui Luna si trasformò in NightMare Moon per scatenare la notte eterna.

### Princess Twilight Sparkle - Part 2
- Titolo italiano (Cartoonito): Un viaggio nel tempo
- Titolo italiano (Netflix): L'Albero dell'Armonia - Parte 2
- Regia: Jayson Thiessen, Jim Miller
- Sceneggiatura: Meghan McCarthy
- Storyboard: Sabrina Alberghetti[8], Johnny Castucciano[9]

Andando ancora più indietro nel passato, Twilight scopre come le due Principesse, per sconfiggere Discord la prima volta, presero dall'Albero dell'Armonia gli Elementi sotto forma di pietre. Twilight allora capisce che forse la soluzione al loro problema risiede nell'Albero e decide di mettersi in cammino con le sue amiche, anche se loro all'inizio pensano che sia meglio che lei resti a Ponyville nel caso le Principesse non riescano a fare ritorno. Tornata al villaggio viene stuzzicata da Discord che sostiene che lei abbia preferito "salvare la sua pelle di principessa" piuttosto che pensare alle sue amiche e nonostante quelle parole la irritino, decide di tornare indietro dalle sue amiche. Dopo aver affrontato piante e bestie feroci come coccodrilli spinosi e ragni giganti velenosi e riunitasi alla altre, tutte e sei giungono finalmente a destinazione, scoprendo che l'Albero si trova proprio nel baratro che c'è sempre stato tra la foresta e il Castello delle Sorelle (che non era visibile nei primi episodi della serie, "Friendship is Magic parte 1 & 2" per via della fittissima nebbia). Lì Twilight rimette a posto gli Elementi dell'Armonia, e subito dopo tutto torna alla normalità. Riappaiono poi le due Principesse, rimaste imprigionate dai rami spinosi. L'albero, infine, produce un fiore contenente uno scrigno che si apre solo con sei chiavi che Twilight e le sue amiche dovranno riuscire a trovare.
L'episodio si chiude con la confessione che le piante che avevano attaccato Ponyville erano in precedenza state piantate da Discord durante il suo primo scontro con Princess Celestia e Princess Luna con lo scopo di sottrarre magia all'Albero e catturare le due principesse.

### Castle Mane-ia
- Titolo italiano (Cartoonito): Il Pony delle Ombre
- Regia: Jayson Thiessen, Jim Miller
- Sceneggiatura: Josh Haber
- Storyboard: Emmett Hall, Tony Cliff[10]

Twilight, su suggerimento di Celestia, si reca al vecchio Castello delle Sorelle, per visitarne la biblioteca nella quale dovrebbe trovarsi un antico diario contenente spiegazioni sul misterioso fiore dell'Albero dell'Armonia. Nel frattempo, Applejack e Rainbow Dash, impegnate in una delle loro solite competizioni, per decidere chi sia la più audace, entrano nel castello, che secondo una leggenda sarebbe infestato dai famigerati Pony delle Ombre. Infine anche Rarity, insieme a Fluttershy e a Angel, si reca al castello, alla ricerca di un arazzo antico da restaurare e dal quale trarre ispirazione per una nuova linea di abiti. Nel frattempo Twilight scopre un passaggio segreto che la conduce in una stanza dove è riposto un antico diario tenuto da Celestia e Luna, e inizia a leggerlo incuriosita. Nel frattempo le altre pony percorrono diverse aree del castello, incorrendo in svariate trappole e rimanendo terrorizzate a causa anche di vari fraintendimenti ed equivoci. Alle comparsa di un misterioso pony incappucciato intento a suonare l'organo, credendo si tratti del Pony delle Ombre, le quattro fuggono via in preda al terrore. Nel caos generale, attirata l'attenzione di Twilight, quest'ultima le blocca con un incantesimo, convincendole a scoprire con lei chi sia quel pony incappucciato, che si rivela poi essere Pinkie Pie. Prima di tornare a casa, Twilight consiglia a tutte di tenere un diario come quello scritto delle sorelle, poiché pensa che forse, in futuro, qualche pony lo leggerà e potrà essergli d'aiuto.
L'episodio si chiude con la figura di un'ombra sinistra di un pony avvolta in un mantello (probabilmente il Pony delle Ombre della leggenda).
- Frase di Twilight sull'amicizia: anche quando l'immaginazione ha la meglio su di te c'è un amico che ti riporta alla realtà.

### Daring Don't
- Titolo italiano (Cartoonito): Alla ricerca di Daring Do
- Regia: Jayson Thiessen, Jim Miller
- Sceneggiatura: Dave Polsky
- Storyboard: Sherann Johnson, Andy Bartlett[11]

Rainbow Dash è in trepidante attesa, dopo aver saputo che verrà scritto un nuovo libro della saga di "Daring Do", tuttavia mancano ancora tre mesi alla sua uscita. Alla notizia che il libro sarà ritardato ulteriormente, Rainbow Dash decide, accompagnata dalle sue amiche, di fare visita all'autrice A.K. Yearling, per aiutarla nella stesura del libro. Rainbow Dash e le altre raggiungono la casa, situata in una zona remota di Equestria, trovandola in pessime condizioni. Dopo aver esaminato i danni alla casa, compare Yearling, che afferma di voler mantenere la propria privacy. Twilight cerca di convincere Rainbow Dash a lasciarla in pace e aspettare che finisca di scrivere il suo libro, ma in quel momento, nella casa compare un gruppo di pony malviventi comandati dal Dr. Caballeron (personaggio dei libri di Daring Do) e intenzionati a rubare a Yearling un misterioso anello d'oro. A quel punto, Yearling si toglie mantello e occhiali, rivelando di essere lei Daring Doo, e inizia a lottare contro i criminali, che riescono comunque a rubare l'anello e a fuggire. Daring Do si lancia al loro inseguimento. Discutendo sugli eventi dei libri di Daring Do e sulla necessità di aiutarla o meno, Rainbow Dash e Twilight concludono che l'anello preso dal Dr. Caballeron sia l'ultimo di una serie necessaria per completare un rituale oscuro. Rainbow Dash avendo scoperto che la sua eroina non è solo un personaggio di fantasia, ed entusiasta all'idea di poterla assistere in una sua impresa decide di accompagnarla, nonostante gli avvertimenti di Twilight e l'affermazione di Daring di voler lavorare da sola. Raggiunti i criminali, Daring Do si traveste e cerca di comprare l'anello. All'improvviso, compare Ahuitzotl, nemico giurato di Daring Do, Rainbow Dash cerca di aiutarla, ma riesce solo a distrarre Daring, facendo sì che quest'ultima venga catturata da Ahuitzotl e i suoi accoliti. Ciò scoraggia totalmente Rainbow Dash, che intende tornare a casa ed evitare di causare ulteriori problemi. Tuttavia ritrova la fiducia grazie alle sue amiche e decide di aiutarla. Raggiunta la fortezza nemica, Rainbow Dash salva Daring da una trappola mortale (scoprendo che in realtà non aveva rovinato nulla e che in realtà Daring Do si era fatta catturare di proposito), mentre le altre cercano di fermare il completamento del rituale. Infine, il gruppo riesce a recuperare l'anello e a far crollare la fortezza, mentre dalle rovine Ahuizotl giura vendetta. 
Dopo i ringraziamenti e i saluti, Daring Do torna a casa per terminare il libro. Un po' di tempo dopo, mentre Rainbow Dash scrive la sua lezione sull'amicizia sul suo diario, un pony postino arriva con un pacco da parte di A.K. Yearling: una copia extra del nuovo libro di Daring Do, sulla cui copertina lei compare al fianco di Daring Do.
- Frase di Rainbow Dash sull'amicizia: Ho vissuto una grandiosa avventura con il pony più fantastico al mondo, stavo per rovinare tutto pensavo solo a quanto lei fosse eccezionale dimenticando che anch'io lo sono. Ma è finita bene e ho avuto l'occasione di dimostrarle quanto sia importante riporre la propria fiducia negli altri.

### Flight to the Finish
- Titolo italiano (Cartoonito): In volo per la vittoria
- Regia: Jayson Thiessen, Jim Miller
- Sceneggiatura: Ed Valentine
- Storyboard: Steve Sanderson, Jocelan Thiessen, Tim Packford[12]

Miss Harshwinny, giudice dei giochi dell'Impero di Cristallo, comunica agli studenti della scuola di Miss Cheerilee che ci sarà una gara per decidere chi sarà il pony che porterà la bandiera nei giochi di quell'anno, ma viene interrotta da Rainbow Dash che, con molta foga, si mette a raccontare tutto sui giochi d'Equestria e su come fu lei stessa, a suo tempo, a portare la bandiera, con una gioia tale da far alterare Miss Harshwinny, la pony più professionale d'Equestria, e le dice che dovrà giudicare il pony vincente con altrettanta serietà e Rainbow Dash per non deluderla cerca di comportarsi come lei vuole. Intanto, uscendo da scuola, le Cutie Mark Crusaders cominciano subito ad allenarsi, e per tenere alto il morale decidono di cantare un motivetto. Dopo ore e ore di allenamento, mettono su uno spettacolino da mostrare a Rainbow Dash, e questa, pur volendo esprimere a gran voce la propria ammirazione, per non mancare di professionalità si limita a dire che è un bell'esempio, ma che possono fare di meglio lavorando di più. Diamond Tiara e Silver Spoon, dopo aver visto tutto, gelose dell'esibizione delle Crusaders, decidono di prendersela con Scootaloo, facendola sentire a disagio, poiché alla sua età ancora non riesce a volare. Decide quindi di imparare, lasciando da parte le prove dell'esibizione, ma non ci riesce. Il giorno dopo, all'ultima prova dello spettacolo, Apple Bloom e Sweetie Belle si trovano ad essere troppo stanche per continuare, finendo per fare un brutto spettacolo che non colpisce molto Rainbow Dash, e dice loro di tornare al vecchio numero. Scootaloo però è troppo decisa ad imparare a volare per farlo. Quando arriva il grande giorno, Scootaloo decide di non recarsi all'evento, pur di non rovinarlo dato che ancora non sa volare, ma Rainbow Dash sentita la notizia va a tirarle su il morale con Apple Bloom e Sweetie Belle, dicendole che non importa se sa volare o no perché lei è speciale così com'è. Si recarono così tutte insieme all'Impero di Cristallo e vincono la gara, facendo esultare di gioia anche Miss Harshwinny.

### Power Ponies
- Titolo italiano (Cartoonito): Power Pony
- Regia: Jayson Thiessen, Jim Miller
- Sceneggiatura: Charlotte Fullerton, Betsy McGowen e Meghan McCarthy
- Storyboard: Mike West, Steve Garcia[13]

Spike, ossessionato dal suo fumetto preferito, lo porta con sé ovunque per leggerlo, anche quando le sue amiche si recano al Castello delle Sorelle per cercare di sistemarlo un po'. Cerca di dare una mano, ma dopo aver visto che non serve a nessuno, si ritira in un'altra stanza a leggere, sentendosi un po' inutile. Finito di leggere si accorge che l'ultima pagina è bianca, con solo una piccola scritta nera. Mentre la legge arrivano Twilight e le altre, e vengono risucchiate nel fumetto insieme a Spike, trasformandosi nelle "Power Pony" (Twilight diventa "Magicornia Mascherata", Pinkie "Milli Second", Rainbow Dash "Lampo", Rarity "Raggio di Luce", Applejack "Miss Meravigliosa" e Fluttershy "Furia Alata"), mentre lui diventa "Imbranad" (la spalla pasticciona delle Power Pony). Vengono quindi attaccate dalla cattiva del fumetto, Crinimal (Mane-iac in originale), una pony viola con una folta criniera verde vivente, ottenuta cadendo nello shampoo radioattivo. Le pony cercano di fermarla con i loro poteri, che ancora non sono in grado di usare. Rainbow Dash scatena per sbaglio un grosso tornado che scompare solo grazie al potere di Applejack, ma intanto Crinimal riesce a scappare. Iniziano quindi a cercarla, sapendo che se non la sconfiggono, non potranno più tornare ad Equestria. La trovano nel suo negozio di shampoo e iniziano a combattere contro i suoi scagnozzi riuscendo a metterli fuori gioco, ma Crinimal usando la "Lacca a Raggio Defissaggio" immobilizza le supereroine che vengono catturate e rinchiuse nel negozio, dove Crinimal minaccia di eliminarle con un enorme cannone a forma di asciugacapelli che lei chiama "Macchina dell'Apocalisse". Spike, però, senza farsi vedere, riesce a liberare le sue amiche, che sconfiggono Crinimal usando per bene i loro super poteri (specialmente Fluttershy che provocata dalla cattiveria di Crinimal verso una lucciola si scatena trasformandosi in un mostro forzuto distruggendo così la macchina) e riescono a tornare a casa. Spike capisce di non essere poi così tanto inutile e se ne va con le altre, lasciando nel Castello il fumetto, che subito dopo scompare.
- Frase di Twilight e Spike sull'amicizia: anche se a volte un amico non vuole il tuo aiuto non significa che tu sia inutile, e non serve avere poteri speciali per essere un buon amico.

### Bats!
- Titolo italiano (Cartoonito): Il tempo delle mele
- Regia: Jayson Thiessen, Jim Miller
- Sceneggiatura: Merriwether Williams[14]
- Storyboard: John Young, Corey Toomey[15]

Applejack, la mattina del raccolto, si rende conto che il frutteto è infestato da tantissimi pipistrelli-vampiro affamati del succo delle sue mele. Rischiando di vedere la sua bellissima mela gigante rovinata da quegli animali, decide di chiamare le sue amiche per cercare una soluzione. Fluttershy, naturalmente, cerca di convincerla a fare tutto con calma, sicché anche loro, seppur devastanti, sono esseri viventi, ma non viene ascoltata. Applejack decide di radunarli tutti in un punto per far sì che Twilight lanci loro un incantesimo per non fargli mangiare più mele. Tutto questo riesce alla perfezione, anche grazie allo Sguardo di Fluttershy. Tutto sembra andare bene fino al giorno dopo, quando le pony scoprono che le mele sono state morse di nuovo. Perlustrando il frutteto per scoprire se ci siano altri pipistrelli in giro, Fluttershy dice di sentirsi affamata, e si mette a fissare una mela rossissima dall'aspetto molto succoso. Quando le sue amiche si allontanano, comincia a trasformarsi in un pony-vampiro, e si avventa sulle mele. Le sue amiche la ritrovano trasformata e progettano un piano: le mostreranno la mela gigante di Applejack e dopo averla attratta riescono a farle vedere la sua immagine in uno specchio, in modo da fermarla per un po' grazie al suo stesso Sguardo. Così, Twilight riesce a lanciarle un controincantesimo e a far tornare tutto come prima.
L'episodio si chiude con la riappacificazione di tutte le amiche, ma notando che tra i denti di Fluttershy è rimasta la zanna da pony vampiro.
- Frase di Fluttershy sull'amicizia: Non devi mai lasciare che qualcuno ti faccia pressione per fare qualcosa che non credi sia giusto: a volte devi saper dire di no anche alle tue migliori amiche.

### Rarity Takes Manehattan
- Titolo italiano (Cartoonito): Rarity e la settimana della moda
- Regia: Jayson Thiessen, Jim Miller
- Sceneggiatura: Dave Polsky
- Storyboard: Sabrina Alberghetti[16], Johnny Castuciano[17]

Rarity, per partecipare alla settimana della moda a Manehattan, decide di andarci con le sue amiche. Una volta arrivata, va nel luogo in cui si terrà lo show, mentre le sue amiche si recano in hotel. Lì Rarity si presenta e una pony rosa di nome Suri Polomare dice di conoscerla. Allora le mostra i suoi vestiti che presenterà allo show, senza accorgersi che la pony sta prendendo spunto da lei. Infatti, quando Rarity si accorge che la sua linea è stata plagiata, corre subito dalle sue amiche e, raccontando loro quello che è accaduto, chiede loro di aiutarla a fare nuovi abiti. Queste l'aiutano, però si stancano e glielo dicono (poiché per aiutarla hanno rinunciato sia alla loro cena che al musical "La collina degli Asini", lo spettacolo per cui Rarity si era procurata i biglietti), cosicché lei si arrabbia con loro portando via i vestiti. Allo show, Suri Polomare presenta i suoi capi plagiati da Rarity, ma quando questa mostra i suoi (realizzati con la stoffa dell'hotel dove alloggiava con le sue amiche: le tende, le chiavi, i tappeti...) tutti la acclamano ma si accorge che le sue amiche non ci sono e per questo scappa via a cercarle. Dopo un po', non avendole trovate, ritorna desolata allo show ma le sue amiche sono lì e fanno pace. Per consolarla, vanno tutti a vedere uno spettacolo a teatro, ma subito dopo entra una pony dal manto bianco e la criniera azzurrina, di nome Coco Pommel, ovvero l'aiutante di Suri Polomare. Questa, pentita di averla aiutata, chiede scusa a Rarity e subito le due diventano amiche. Prima di partire le regala un pacchetto speciale e tornata a Ponyville, Rarity lo apre e trova dentro un rotolo di filo arcobaleno.
- Frase di Rarity sull'amicizia: Anche se ci sarà sempre qualcuno che approfitterà della tua generosità, non si dovrebbe mai e poi mai lasciare che ciò ti porti a non essere più altruista.

### Pinkie Apple Pie
- Titolo italiano (Cartoonito): Benvenuta tra gli Apple, Pinkie!
- Regia: Jayson Thiessen, Jim Miller
- Sceneggiatura: Natasha Levinger
- Storyboard: Emmett Hall[18], Tony Cliff[19]

Un giorno Pinkie Pie vede su una lettera di Twilight che c'è scritto che lei potrebbe essere imparentata con la famiglia Apple. Questi ultimi sono molto contenti e decidono di fare un viaggio con Pinkie alla ricerca di una loro lontana parente che potrebbe sapere se la famiglia Apple e Pinkie sono parenti. Cominciano allora a viaggiare su un carretto, ma poi questo si rompe e procedono con una zattera. Ad un certo punto, indecisi su che direzione prendere, si sbagliano e finiscono in una buia caverna e poi giù per una cascata. Con il loro comportamento Applejack e gli altri temono che Pinkie Pie non voglia far parte della loro famiglia visto come si sono comportati ma Pinkie li dissuade dicendogli che loro sono la "famiglia più fantastica del mondo". Alla fine però incontrano la vecchia pony, che comunica loro che non può sapere la verità perché la pagina del libro genealogico che lo dice è tutta sbiadita. Avendo sentito questo si rattristano tutti molto, ma Applejack tira su il morale a Pinkie dicendole che lei è loro amica e, parenti o meno, farà sempre parte della famiglia Apple. Alla fine si salutano con la vecchia pony e tornano tutti a casa.
- Frase di Applejack e Pinkie Pie sull'amicizia: Essere una famiglia non significa essere perfetti, ma volersi bene e affrontare i momenti difficili insieme, essere in grado di perdonare gli altri per gli errori e sapere che anche i buoni amici possono fare parte della tua famiglia.

### Rainbow Falls
- Titolo italiano (Cartoonito): La squadra vincente
- Regia: Jayson Thiessen, Jim Miller
- Sceneggiatura: Corey Powell
- Storyboard: Sherann Johnson, Dave Wiebe[20]

Rainbow Dash conduce la squadra di volo di Ponyville a qualificarsi per i prossimi Giochi di Equestria alle Rainbow Falls. Alle gare di qualificazione, Rainbow Dash incontra la squadra di Cloudsdale, composta dai Wonderbolt Spitfire, Fleetfoot, e Fulmine, e comincia a dubitare che la sua squadra possa vincere, visti i suoi compagni meno esperti. Dopo, Soarin cade ferendosi un'ala e, non potendo più gareggiare, Spitfire chiede a Rainbow Dash di prendere suo posto. Rainbow comincia allora ad allenarsi segretamente con i Wonderbolts, ma Twilight scopre il suo inganno e le dice di non essere leale. Incapace di scegliere con quale squadra stare, Rainbow Dash decide di fingere un infortunio, ma scopre, mentre è in ospedale, che, anche se Fulmine ha recuperato, i Wonderbolts ancora la vogliono con loro. Irritata dal trattamento di Fulmine da parte degli Wonderbolts, si rende conto che deve stare nella sua squadra e torna lì, mentre anche Fulmine vuole tornare nella sua vecchia squadra. Rainbow si qualifica con successo nella sua squadra, e Spitfire le dà il suo distintivo Wonderbolt come un segno di apprezzamento per la lealtà ai suoi amici.
- Frase di Rainbow Dash sull'amicizia: Se dovessi mai scegliere tra vincere ed essere sempre fedele ai miei amici, sceglierei la seconda, perché è molto meglio amare loro sempre che vincere una volta e basta.

### Three's A Crowd
- Titolo italiano (Cartoonito): Discord guastafeste
- Regia: Jayson Thiessen, Jim Miller
- Sceneggiatura: Ed Valentine e Meghan McCarthy
- Storyboard: Mike Myhre e Mike West[21]

Twilight Sparkle si prepara a trascorrere il fine settimana con Princess Cadence a Ponyville, mentre Fluttershy è stata invitata ad osservare i Breezies. Mentre Twilight e Cadance sono al museo itinerante di Starswirl il barbuto, Discord si presenta, con il caso dell' "influenza blu", che fa andare la sua magia in tilt, e cerca di convincere le altre a prendersi cura di lui. Alla fine raggiunge Twilight e Cadance, le uniche due con cui lui può stare. Tuttavia le due, non fidandosi di lui, decidono di proteggersi con una bolla di salute magica. Egli rivela loro che l'unica cura per l'influenza blu si ha solo da un enorme fiore che si trova presso i confini di Equestria. I tre viaggiano per trovarlo e recuperarlo, ma poi, dal buco dove era situato il fiore, salta fuori un Tatzelwurm, cioè una specie di guardia della pianta. Dopo che Twilight e Cadance lo sconfiggono, Discord rivela loro che la sua malattia era tutto uno stratagemma per vedere se Twilight avesse viaggiato fino ai confini del mondo per essere sua amica. Cadance però lo ringrazia, sottolineando che ha goduto l'avventura come un cambiamento dei suoi normali doveri reali noiosi. Il Tatzelwurm riappare e sputa un liquido che provoca davvero una malattia a Discord, mentre Twilight e Cadance rimangono protette dalla bolla di salute. Qualche tempo dopo, Fluttershy e gli altri lo aiutano a nutrirsi, ma tenendolo in una bolla magica che non gli permette di uscire fino a quando non è guarito.
- Frase di Twilight sull'amicizia: quando sei con un amico anche il giorno più caotico può trasformarsi in una bella esperienza che ti unisce ancora di più.

### Pinkie Pride
- Titolo italiano (Cartoonito): Festeggiamenti... fuori controllo
- Regia: Jayson Thiessen, Jim Miller
- Sceneggiatura: Amy Keating Rogers
- Storyboard: Scott Underwood, Nicole Wang[22] e Emmett Hall[23]

Un pianificatore di feste di nome Cheese Sandwich arriva a Ponyville lo stesso giorno in cui Pinkie Pie ha in programma una festa per celebrare il compleanno di Rainbow Dash e il suo anniversario di quando si è trasferita a Ponyville. I vari pony sono affascinati dalle idee che ha Cheese per la festa, lasciando Pinkie avvilita. Rifiutando di essere da meno, Pinkie sfida Cheese a "bighellonare" in cui si trovano a competere per far ridere Rainbow e determinare chi sarà l'organizzatore. Tuttavia, Pinkie si accorge rapidamente che Rainbow non solo non si sta divertendo ma si sta anche stancando delle loro buffonate sempre più ridicole, così Pinkie lascia "vincere" Cheese annunciando che lascerà Ponyville. Ma poi, le amiche di Pinkie si scusano con lei per aver ferito i suoi sentimenti, come fa Cheese, che confessa che è stata proprio Pinkie che per prima lo ha ispirato a diventare un pianificatore di feste. Pinkie e Cheese allora decidono di lavorare insieme per fare a Rainbow una festa spettacolare prima della partenza di Cheese, che poi lascerà a Pinkie il suo pollo di gomma preferito come regalo d'addio.

### Simple Ways
- Titolo italiano (Cartoonito): Il festival di Ponyville
- Regia: Jayson Thiessen, Jim Miller
- Sceneggiatura: Josh Haber
- Storyboard: Cory Toomey, John Young[24]

Rarity viene eletta responsabile del festival di Ponyville e, in questo modo, spera di poter fare colpo su Trenderhoof, il suo scrittore preferito e suo stallone dei sogni. Tuttavia, quando egli arriva a Ponyville, viene attratto da Applejack e dai suoi modi di fare "campagnoli". Rarity, ingelosita, inizia a vestirsi e comportarsi come Applejack, pur senza avere voglia, ma siccome non attira l'attenzione di Trenderhoof, decide di buttarsi nel fango come fa a volte Applejack, sporcandosi tutta. Applejack, allora, si veste da Rarity per farle uno scherzo e per farle capire quanto stupidamente sta agendo, ma lei, inizialmente, si infuria ancora di più; poi però capisce quello che intendeva Applejack con lo scherzo e subito le due fanno pace. Molto rapidamente, poi, Rarity riesce a superare la sua ossessione per Trenderhoof, tornando esattamente come era sempre stata, giusto in tempo per il festival.
- Frase di Rarity sull'amicizia: gli amici veri ti apprezzano per quello che sei veramente, e cercare di cambiare per fare colpo su qualcuno non è certo il modo migliore di iniziare un'amicizia.

### Filli Vanilli
- Titolo italiano (Boomerang): Fluttershy cantante
- Regia: Jayson Thiessen, Jim Miller
- Sceneggiatura: Amy Keating Rogers
- Storyboard: Emmett Hall, Tony Cliff[25]

Quando le amiche di Fluttershy la sentono cantare con la sua bellissima voce, pensano di farla entrare nel quartetto dei Ponytones, ma ella subito rifiuta, poiché per lei stare sul palcoscenico è una specie di fobia. Un giorno, però, il basso della band, Big Mac, perde la sua voce il giorno prima di un concerto di beneficenza e quindi Fluttershy decide di "doppiare", assumendo una pozione tratta dai fiori della Quercia Scherzosa — già comparsa in precedenza nella prima stagione — per rendere la sua voce profonda e maschile. Il concerto va a gonfie vele e, dopo un po', Big Mac recupera la sua voce ma Fluttershy, essendosi divertita molto, chiede di poter cantare nella band un'ultima volta. Durante l'ultimo concerto, però, Fluttershy urta il telone del sipario facendolo cadere rivelandosi in pubblico mentre canta. Imbarazzatissima, scappa via in mezzo al pubblico ma fortunatamente le amiche la raggiungono e le dicono di continuare poiché il suo canto era piaciuto a tutti. Il concerto finisce e Fluttershy promette ai suoi amici che si unirà una volta per tutte con i Ponytones e supererà la sua paura da palcoscenico un passo alla volta.
- Frase di Fluttershy sull'amicizia: Alcune volte lo spavento ti può bloccare e può non farti fare le cose che ami, ma nascondersi dietro a tali paure significa solo nasconderti da te stesso! È decisamente meglio affrontare tali paure, in modo da essere il miglior pony che tu possa essere.

### Twilight Time
- Titolo italiano (Boomerang): Twilight Time
- Regia: Jayson Thiessen, Jim Miller
- Sceneggiatura: Dave Polsky
- Storyboard: Sabrina Alberghetti[16]

Le Cutie Mark Crusaders prendono lezioni da Twilight Sparkle per imparare rispettivamente a fare pozioni, usare la magia e costruire oggetti in un evento settimanale chiamato "Ora di Twilight". Le tre decidono di portare Diamond Tiara e Silver Spoon come ospiti nella loro prossima lezione, per diventare più popolari a scuola. Ben presto, Diamond Tiara e Silver Spoon parlano alla classe dell' "Ora di Twilight", e tutti i compagni vogliono andare con loro, sperando di incontrare Twilight loro stessi. Le Cutie Mark Crusaders, ben presto, si ritrovano costrette a portarli tutti alla prossima Ora di Twilight, dove si rendono conto che, con tutta l'attenzione che hanno ricevuto, hanno dimenticato di praticare le loro lezioni. Dopo i tentativi falliscono di fronte di Twilight, e la principessa rimprovera tutte le puledre e i puledri perché hanno approfittato della sua popolarità, ma accetta le scuse delle Crusaders e permette loro di continuare i loro studi.
- Frase di Sweetie Belle sull'amicizia: credevamo di essere speciali perché eravamo amiche di una persona speciale dimenticando il vero motivo che rende speciale Twilight, il fatto che lei è nostra amica e ci ha perdonato, e come per magia tutto è tornato come prima, questo è il tipo di magia che voglio imparare.

### It Ain't Easy Being Breezies
- Titolo italiano (Boomerang): Vita da Breezie
- Regia: Jayson Thiessen, Jim Miller
- Sceneggiatura: Natasha Levinger
- Storyboard: Sherann Johnson, Dave Wiebe[27]

Fluttershy e le sue amiche aiutano un gruppo di breezies magici che migrano verso casa attraverso Ponyville velocemente, prima che l'ingresso chiuda. Quando alcuni di loro, inavvertitamente, vengono separati dal resto del gruppo, Fluttershy li ospita a casa sua per il breve tempo di cui hanno bisogno per riposare prima di ripartire, nonostante le obiezioni del loro leader Seabreeze. Agli altri breezies, però, piace stare nella casa di Fluttershy a farsi coccolare e lei, non volendo deluderli, li asseconda lasciando loro prolungare il soggiorno nonostante vi sia una certa urgenza per la partenza. Seabreeze parte disperatamente per conto suo e si mette nei guai con uno sciame di api, ma Fluttershy va in suo soccorso e si rende conto che deve convincere i breezies a partire e seguire il capo. Parla quindi con il gruppetto convincendoli ad andare con Seabreeze. Però il gruppo è troppo sguarnito per cavalcare la brezza, così Twilight usa un incantesimo per trasformare lei e le sue amiche in breezies per scortarli a casa loro con appena la giusta velocità. Tornati sani e salvi, Seabreeze dà a Fluttershy un fiore e la ringrazia prima che lei e le altre partano.
- Frase di Fluttershy sull'amicizia: La gentilezza può avere molte forme, a volte un eccesso di gentilezza può impedire agli amici di fare quello che devono, lasciarli andare può essere doloroso, ma spesso è la cosa più gentile che si possa fare.

### Somepony to Watch Over Me
- Titolo italiano (Boomerang): Un giorno a casa da sola, o quasi...
- Regia: Jayson Thiessen, Jim Miller
- Sceneggiatura: Scott Sonneborn
- Storyboard: Nicole Wang, Steve Sanderson[28]

Apple Bloom è felicissima di poter restare a casa da sola mentre gli altri familiari vanno a fare consegne varie; tuttavia, dopo essere partita, Applejack decide di tornare dalla sorella per verificare che tutto vada bene. Purtroppo, proprio appena arriva, Apple Bloom combina accidentalmente una serie di pasticci, facendo capire erratamente ad Applejack che la sorella è ancora piccola e non può rimanere a casa da sola. Decide, così, di mantenere sempre un occhio fisso su di lei. Presto però la piccola si stanca molto e, aiutata da Scootaloo e Sweetie Belle, esce di casa di nascosto con il carro delle vendite di Applejack, proprio per dimostrarle di essere in grado di potersela cavare. Quando però si inoltra in una foresta, si imbatte accidentalmente in una chimera e, proprio quando non ha più scampo, Applejack arriva e la salva. Siccome vede Apple Bloom che non solo se l'è cavata, ma ha anche salvato il carro con le torte, capisce la verità: la sorellina oramai è cresciuta, e può benissimo farla andare in giro da sola senza mantenere sempre un occhio fisso su di lei.

### Maud Pie
- Titolo italiano (Boomerang): La sorella di Pinkie Pie
- Regia: Jayson Thiessen, Jim Miller
- Sceneggiatura: Noelle Benvenuti
- Storyboard: Mike Myhre, Mike West[29]

Pinkie Pie informa le amiche che Maud Pie, la sua sorella maggiore, verrà a farle visita ed è la loro tradizione scambiarsi collane di pietre di zucchero dell'amicizia e spera che possano andare d'accordo. Il giorno dopo, Pinkie corre alla stazione ad aspettare Maud, mentre le altre organizzano un picnic in suo onore. Maud però si rivela molto diversa da come Pinkie l'aveva descritta; ha sempre un'espressione impassibile, parla poco ed ha una fissazione per le rocce di cui è un'esperta assoluta (persino l'"animale da compagnia" è un sasso). Twilight e le altre tentano comunque di stabilire un legame, ma i loro tentativi si rivelano inutili. Alla fine, tutte e sei si radunano davanti all'Angolo Zuccherino da Pinkie e le confessano ciò che pensano veramente di sua sorella. Pinkie si rattrista, ma subito dopo prepara una specie di giostra composta da tutti gli interessi personali delle sue amiche e di Maud tra cui un enorme ammasso di rocce da buttare giù. Ma, mentre Pinkie fa vedere come scavalcare le rocce, rimane incastrata e un'enorme roccia in cima cade verso di lei; Maud interviene rapidamente e distrugge il masso gigante salvando la sorella. Decide poi, però, di tornare alla cava delle pietre insieme a Pinkie. Alla fine Twilight comprende cosa lega Maud a tutte loro: l'amore per Pinkie Pie e le raggiungono. Maud confessa loro che ha un modo totalmente diverso da Pinkie di esprimere la sua felicità. Prima di salutarsi, le due sorelle si scambiano le collane di pietre zuccherate ed anche Twilight e le altre le regalano; Maud le confessa segretamente che non ama i dolci, ma li conserva sempre per amore di Pinkie.

### For Whom the Sweetie Belle Toils
- Titolo italiano (Boomerang): Si va in scena!
- Regia: Jayson Thiessen, Jim Miller
- Sceneggiatura: Dave Polsky
- Storyboard: Cory Toomey[30], John Young[28]

Sweetie Belle è invidiosa di sua sorella Rarity, perché crede che quest'ultima si vanti delle sue creazioni e delle sue abilità in fatto di moda, dopo che i suoi costumi eclissano la performance della puledrina ad una recita che aveva preparato. Così Sweetie Belle, a notte fonda mentre Rarity dorme, scuce un cappello cucito a mano da sua sorella per Sapphire Shores, la pony del pop più famosa che vive a Canterlot. Ma princess Luna le fa visita nei suoi sogni e le mostra cosa successe quando Sweetie era una puledrina, cioè durante la festa per il suo compleanno, quando le sembrava che Rarity si vantasse delle sue creazioni di fronte ai suoi compagni (si scopre poi che Rarity stava cercando di salvare la festa dato che gli invitati volevano andar via). Dopodiché, Luna la catapulta nel presente, ovvero quando Rarity ha finito di cucire il cappello per Sapphire Shores e si è messa a dormire (mostrandole inoltre tutto il tempo e la fatica che ha impiegato). Infine, la trasporta nel futuro, dove le mostrerà cosa sarebbe accaduto se Rarity avesse consegnato alla pony del pop il cappello scucito finendo per avere la carriera rovinata e impazzendo. Sweetie si sveglia di soprassalto e, con l'aiuto delle altre Crusaders, si dirigono a Canterlot nel teatro dove avverrà la donazione delle creazioni di Rarity. Sweetie Belle entra dalla finestra, ruba lo scatolone contenente il cappello scucito, e lo ripara, restituendolo alla sorella e raccontandole la verità. Rarity la perdona e fa indossare il cappello a Sapphire, che ne rimane stupefatta, anche perché ricamato sopra (da Sweetie Belle) c'è un delfino, il suo animale preferito. Rarity chiede alla sorellina come sapesse che quello era il suo animale preferito, e Sweetie Belle dice che lo ha visto in sogno. La scena si conclude con princess Luna che sorride, osservando le due sorelle.

### Leap of Faith
- Titolo italiano (Boomerang): Un salto nel vuoto
- Regia: Jayson Thiessen, Jim Miller
- Sceneggiatura: Josh Haber
- Storyboard: Johnny Castuciano, Sabrina Alberghetti e Carrie Mombourquette[31]

I fratelli Flim Flam tornano a Ponyville, vendendo un "miracoloso tonico curativo" dicendo che può rimuovere i disturbi di ogni pony. Dopo aver visto un pony di nome Argento Shill stare meglio sul posto dopo l'assunzione della bevanda, Granny Smith ne compra una bottiglia e si ritrova in grado di nuotare nuovamente, come quando era giovane. Applejack indaga per scoprire che il tonico è un placebo, e che Shill è un attore e complice dei fratelli. Flim e Flam convincono però Applejack a non rovinare la ritrovata felicità di Granny Smith contribuendo così alla truffa suo malgrado. Dopo aver salvato Granny Smith dal compiere un pericoloso tuffo dall'alto in prodezza, però, Applejack, fa scoprire le bugie dei fratelli, che corrono fuori città. Shill è toccato dall'onestà di Applejack e le dà l'unica moneta che ha guadagnato mentre lavorava per i fratelli, promettendo così di cambiare i suoi modi.
- Frase di Applejack sull'amicizia: è difficile essere sinceri quando si ha paura di ferire qualcuno a cui si vuole molto bene, ma sono convinta che credere a una bugia può fare ancora più male.

### Testing, Testing, 1, 2, 3
- Titolo italiano (Boomerang): L'esame di storia
- Regia: Jayson Thiessen, Jim Miller
- Sceneggiatura: Amy Keating Rogers
- Storyboard: Emmett Hall, Tony Cliff[32]

Twilight è preoccupata poiché Rainbow Dash non sa nulla della storia degli Wonderbolts e crede che così non potrà superare il test per entrare a far parte del loro team di riserva. Twilight cerca di insegnare le cose a Rainbow facendole lezioni e facendola studiare con i metodi classici, ma quest'ultima si rivela troppo irrequieta per prestare attenzione. Le amiche, allora, propongono di insegnare a Rainbow le cose con metodi diversi quali Rap, spettacoli e sfilate; tuttavia nessuno di questi metodi funziona e Rainbow Dash se ne va via sconsolata. Mentre Twilight vola con lei per cercare di tirarle su il morale, scopre che Rainbow è in grado di memorizzare inconsciamente qualsiasi cosa succede intorno a lei, mentre è in volo. Sotto la direzione di Twilight, tutta Ponyville ricostruisce la storia degli Wonderbolts mentre volano sulla città, permettendole di imparare tutto e superare l'esame. Una volta finito, infatti, lo supera con il massimo dei voti.
- Frase di Twilight sull'amicizia: un metodo di insegnamento non è migliore di un altro, dopotutto ogni pony è unico e diverso dagli altri.

### Trade Ya!
- Titolo italiano (Boomerang): Via al baratto
- Regia: Jayson Thiessen, Jim Miller
- Sceneggiatura: Scott Sonneborn
- Storyboard: Steve Sanderson & Nicole Wang[33]

I pony vanno alle Rainbow Falls per lo scambio di beni, dividendosi in coppie. Fluttershy aiuta Rainbow Dash attraverso una serie di mestieri per acquisire una rara copia di un libro di Daring Do, che si conclude con la negoziante che, in cambio, vuole Fluttershy che tenga a bada la creatura per un periodo prolungato. Deplorando il suo entusiasmo nel commercio, Rainbow annulla lo scambio. Nel frattempo, Rarity ed Applejack, iniziano a litigare per elementi specifici che ognuno vuole comprare ma che l'altro non desidera. Le due alla fine ottengono oggetti più simili a quelli che vogliono. Infine, Pinkie Pie cerca di aiutare Twilight a vendere libri antichi mostrandoli più preziosi di quello che sono in realtà, quando alla fine Twilight decide di tenere i libri per i loro preziosi ricordi. Alla fine della giornata, le ragazze felicemente raccontano le loro storie in treno nella loro strada di casa.

### Inspiration Manifestation
- Titolo italiano (Boomerang): Il teatro dei burattini
- Regia: Jayson Thiessen, Jim Miller
- Sceneggiatura: Corey Powell e Meghan McCarthy
- Storyboard:

A Ponyville sono in corso i lavori per la Fiera dei Puledrini, organizzata per la maggioranza da Pinkie Pie, ma anche Rarity vuole fare la sua parte e lasciare il proprio marchio. Così, decide di preparare con la sua magia un teatrino dei burattini dove il Burattinaio della città farà esibire i suoi pupazzetti. Spike le da un artiglio e Rarity le è molto riconoscente, affermando anche che lui è il suo draghetto preferito. Ma, quando mostrano l'opera al Burattinaio, quest'ultimo trova la creazione orribile, tanto da far perdere l'ispirazione a Rarity, che si chiude in casa a mangiare gelati e a piangere. Per aiutarla, Spike va al castello delle due sorelle e trova un passaggio segreto che conduce ad una scala con un libro. Il Drago lo porta a Rarity, ma Gufolisio fa di tutto per impedirglielo. Infatti, quando Rarity inizia a leggere l'incantesimo, la sua magia diventa verde e le permette di creare cose più belle e luccicanti. Dopo aver creato un altro teatrino dei burattini e aver riscattato il suo nome, Rarity gira per tutta Ponyville, per migliorare ogni centimetro della città. Finisce anche col creare tutta la notte vestiti meravigliosi. Spike vorrebbe confessargli che dovrebbe smettere, ma ha paura di non essere più il suo amico poi. I cittadini di Ponyville non sopportano più le case di cristallo, i tetti lucenti e le strade d'oro massiccio, ma Rarity non riesce più a fermarsi. Solo quando Spike e Gufolisio riescono a prenderle il libro Rarity sembra calmarsi. Ma ormai la magia è dentro di lei. Spike alla fine le confessa tutta la verità, affermando che la sua magia è orribile. La magia oscura esce dal corno di Rarity, che si scusa immediatamente con Spike e gli confessa che ai veri amici va sempre detta la verità.
Frase di Spike sull'amicizia: Oggi ho imparato quanto è importante essere onesti con i propri amici quando fanno qualcosa che non pensi sia giusto. Un vero amico sa' che stai dicendo questo perché tieni a lui.

### Equestria Games
- Titolo italiano (Boomerang): I giochi di Equestria
- Regia: Jayson Thiessen, Jim Miller
- Sceneggiatura: Dave Polsky
- Storyboard:

Spike si occupa di accendere il fuoco per l'apertura dei Giochi Equestria. Preoccupato per il compito a lui stato affidato, al momento di accendere la torcia il draghetto non riesce a vincere la tensione e a infiammare il braciere. Twilight decide di aiutarlo, accendendo la torcia con la magia senza farsi vedere da nessuno. Spike allora inizia a montarsi la testa, pensando di poter accendere fuochi con il pensiero, finché Twilight non gli rivela la verità. Spike rimane deluso, e per rimediare decide di cantare l'inno di Ponyville al termine dei Giochi, dato che Ponyville ha ottenuto l'argento. Quando ormai Spike si è proposto, Shining Armor lo informa che non deve cantare l'inno di Ponyville, bensì quello della città vincitrice, Nuvola City. Spike, che non conosce quell'inno, è costretto a inventarsi le parole, facendo brutta figura davanti al pubblico. Ormai convinto di aver deluso tutti, Spike decide di non presentarsi alle prossime gare, finché Twilight non lo convince. In quel momento, Spike ha la sua rivalsa quando la sua prontezza di spirito e il suo fuoco di drago permettono agli atleti di scampare a un incidente potenzialmente fatale.
- Frase di Spike sull'amicizia: non conta che gli altri ti dicano quanto sei bravo, l'ammirazione altrui non serve a niente se non sei sicuro di te, a volte per stare bene con te stesso devi superare il passato, così quando arriverà il momento di dimostrare la tua bravura riuscirai a illuminare tutto il cielo.

### Twilight's Kingdom - Part 1
- Titolo italiano (Boomerang): Il regno di Twilight - Parte 1
- Regia: Jayson Thiessen, Jim Miller
- Sceneggiatura: Meghan McCarthy
- Storyboard:

Twilight, turbata perché non riesce a comprendere appieno il proprio ruolo come principessa d'Equestria, viene rassicurata da Celestia, Luna e Cadance che le assicurano che il tempo l'avrebbe aiutata a capire. Eppure, quando si scopre che il malvagio centauro Lord Tirek sta assorbendo la magia degli abitanti d'Equestria per aumentare il proprio potere e vendicarsi degli anni di prigionia passati nel Tartaro a causa delle principesse, Celestia decide di fare affidamento su Discord anziché sulla propria ex-allieva. La situazione precipita quando Tirek, avvicinato da Discord, convince quest'ultimo a passare dalla propria parte con la promessa di lasciargli piena libertà di seminare il caos una volta sovvertito l'ordine di Equestria.

### Twilight's Kingdom - Part 2
- Titolo italiano (Boomerang): Il regno di Twilight - Parte 2
- Regia: Jayson Thiessen, Jim Miller
- Sceneggiatura: Meghan McCarthy
- Storyboard:

Per far fronte all'ormai duplice minaccia di Discord e Tirek, le principesse Celestia, Luna e Cadance trasferiscono l'intero potere magico in loro possesso all'interno di Twilight, nella speranza di tenerlo celato a Tirek, il quale ignora l'esistenza di una quarta principessa d'Equestria. Tuttavia, con l'aiuto di Discord, Tirek viene a conoscenza del fatto e, ormai divenuto più potente di Discord, assorbe anche il potere di quest'ultimo con grande sorpresa del draconequus, che da parte sua si rende conto dell'errore commesso nell'aver dato fiducia a Tirek. Il centauro ingaggia quindi un combattimento diretto con Twilight senza esclusione di colpi, che condurrà tra l'altro alla distruzione totale della biblioteca di Ponyville, dove aveva risieduto Twilight fin dall'inizio dello show. Constatata la parità delle loro forze, Tirek ricorre a un ricatto, proponendo a Twilight di liberare i suoi amici — che il centauro teneva sotto controllo — in cambio del suo potere magico. Twilight accetta l'offerta, esigendo anche la liberazione di Discord, e quest'ultimo, commosso dall'atto di amicizia dell'alicorno, le regala un ciondolo in segno di riconoscenza. Questo porta Twilight a comprendere la natura delle chiavi dell'armonia e a dissigillare il potere contenuto nello scrigno, che permette a lei e alle altre custodi degli Elementi di sopraffare Tirek e ripristinare la magia da lui rubata in tutta Equestria. Inoltre, dalle radici dell'Albero dell'armonia si genera un castello di cristallo a guisa d'albero appena fuori Ponyville, che Celestia assegna a Twilight e alle sue amiche come futura residenza, attribuendo inoltre all'ex-allieva il titolo di principessa dell'amicizia.